# Cranopsis asturiana
Cranopsis asturiana là một loài ốc biển, là động vật thân mềm chân bụng sống ở biển thuộc họ Fissurellidae.

## Phân bố
Loài này thường gặp ở vùng biển Châu Âu, biển Caribe và vịnh Mexico.